# 井上丹
井上 丹（いのうえ たん、1949年 - ） は、日本の生物学者。京都大学名誉教授。専門は生化学、分子生物学。

## 人物・経歴
東京都生まれ。1978年東京工業大学理学部化学科助手。1980年東京工業大学理学博士。ソーク研究所博士研究員、コロラド大学博士研究員、ソーク研究所助教授、ソーク研究所准教授を経て、1992年京都大学理学部教授。1999年京都大学大学院生命科学研究科教授。2006年科学技術振興機構戦略的創造研究推進事業RNAシンセティック・バイオロジー日本側研究総括。2015年京都大学名誉教授。専門は生化学、分子生物学で、リボ核酸の研究を行った。

## 受賞
- クルップ財団リサーチファンド受賞 1985年[2]
- Cold Spring Harbour Quantative Biology シンポジウム 招聘 1986年[2]